# 編曲人
編曲人（Arranger），又稱編曲師，是音樂製作中不可或缺的角色之一。他們負責將原始音樂素材進行重新組合和安排，以創造出一個完整且具有藝術性的音樂作品。編曲人通常在製作過程中與音樂製作人、作曲家和表演者密切合作，確保音樂的結構、旋律、和聲和節奏等方面的完美結合。

## 歷史與背景
編曲的歷史可以追溯至古典音樂時期，當時的作曲家們常常會為自己的作品進行編曲，以滿足不同樂器和樂團的演奏需求。然而，隨著音樂風格的多樣化和音樂製作技術的進步，編曲在19世紀末至20世紀初的歐洲成為了一門獨立的藝術形式。在這個時期，許多著名的編曲家如理查德·施特劳斯（Richard Strauss）和史特拉汶斯基（Igor Stravinsky）開始以其獨特的風格和技巧創作編曲作品，並在樂壇上獲得了廣泛的認可。
隨著20世紀的來臨，流行音樂的興起使編曲變得更加普及和重要。在錄音工業的發展過程中，編曲成為了一個關鍵的製作步驟，影響著音樂作品的風格和品質。特別是在20世紀中期，許多音樂製作人和編曲家開始採用新的技術和聲音效果，如合成器(Synthesizer/Synth)和電子音樂(electronic music)，將編曲推向了新的高峰。
如今，編曲已經成為了音樂製作中不可或缺的一部分，涵蓋了各種音樂風格和流派，從古典音樂到流行音樂，從電子音樂(electronic music)到爵士樂(Jazz)，無所不包。編曲人的工作不僅僅是將音樂素材重新安排，更是一種對音樂的理解和創造的過程，為音樂創作注入了無限的想像力和創意。

## 技能與工具
編曲人需要具備豐富的音樂理論知識，包括和聲、音階、節奏等方面的理解。此外，他們還需要精通各種樂器的演奏技巧，以便能夠將音樂想法轉化為實際的樂器演奏。在現代，編曲人通常使用各種音頻編輯和製作軟件，如Ableton Live、Logic Pro、Pro Tools等，來進行音樂的創作和編曲。

## 作品和影響
許多知名音樂製作人和作曲家同時也是優秀的編曲人，他們的作品廣泛影響了音樂產業的發展和音樂風格的演變。例如，The Beatles的作品中，喬治·馬丁（George Martin）以其優秀的編曲技巧而聞名，他的作品對當代樂壇產生了深遠的影響。

## 知名編曲人

### 華語
- 五月天阿信(陳信宏)
- Jay Chou(周杰倫)
- JJ(林俊傑)